# Live At The Hollywood Bowl
Live At The Hollywood Bowl es el tercer álbum en vivo de la banda estadounidense The Doors. Fue grabado en julio de 1968, pero no fue puesto a la venta hasta el año 1987. 
El álbum se volvió obsoleto y dejó de venderse cuando su material fue incorporado al CD doble In Concert (1991). Sin embargo, el vídeo del concierto sigue disponible en formato DVD.
- Datos: Q1756840